# 黑姆霍芬
黑姆霍芬是德国巴伐利亚州的一个市镇。总面积6.76平方公里，总人口5152人，其中男性2527人，女性2625人（2011年12月31日），人口密度762人/平方公里。